# 天主教金杜教區
天主教金杜教區（拉丁語：Dioecesis Kinduensis）是剛果民主共和國一個羅馬天主教教區，屬布卡武總教區。
教區的前身是一個宗座代牧區，成立於1956年4月23日，同年11月30日升為教區。
教區位於該國東部馬涅馬省西北部。2006年有教友277,926人（佔轄區總人口54.1%）、十八個堂區、二十名司鐸。教區主教現時出缺。